# スラップファイト
『スラップファイト』（SLAP FIGHT）は、縦スクロールシューティングゲーム。1986年発表。販売はタイトー、製作は東亜プランのアーケードゲーム。
アメリカ合衆国では『A.L.C.O.N.』のタイトルで稼働された。
後に北米や欧州ではAmstrad CPC、Atari ST、コモドール64、Thomson TO、ZX Spectrumに移植された他、日本国内ではメガドライブ用ソフトとして『スラップファイトMD』のタイトルで別会社から発売された（詳細は「#移植版」を参照）。

## 概要
東亜プランのシューティングゲームとしては2作目にあたる。パワーアップなど（当時としては）複雑な要素を多く含んでいたが、難度が高くなく比較的プレイしやすい。
しかしこうした複雑さは以後の『飛翔鮫』（1987年）や『究極タイガー』（1987年）に受け継がれることはなかった。

## ゲーム内容

### システム
8方向レバーと2（ショット、パワーアップ）ボタンで自機を操作する。敵機は全て地上物であり、接触してもミスとはならない。
また、東亜プランのSTGでは初めて、自機の近くの砲台が弾を撃たないようプログラムされた（いわゆる弾封じ）。この要素は『飛翔鮫』にも受け継がれている。本作の場合、弾封じの間合いはランクが上がるほど狭くなる。

### パワーアップ
『グラディウス』（1985年）と同じ選択式パワーアップ方式を採用している。
特定の敵機を破壊すると出現する☆状のアイテムを取得すると、一番左のパワーアップゲージが点灯する。さらにアイテムを集めると順に一つずつゲージが右に進む。プレイヤーは獲得したいパワーアップ名が点灯している時にパワーアップボタンを押すとそれを獲得できる。同時にゲージ点灯は消滅し、再び1番左から集めなおさなければならない。
パワーアップは以下のようになっている（左から順）。各武器はサイドショット以外の武器と併用不可能。装備している武器を強化するためにはウィングを選択する。
スピードアップ
移動速度がアップする。初期状態は非常に遅いため、早いうちにパワーアップすることが重要。5段階アップできる。
シールド
自機が緑色に点滅し、敵弾を3発まで防ぐ。耐久力が時間とともに減っていく（自機の点滅具合でわかる）という特徴がある。
サイドショット
自機の左右に射程の短いショットを発射する。他の武器と併用可。左右から敵が出てくることの多い本作では効果が高い。
メインショット
メインショットはパワーアップゲージを使ってチェンジが可能。
ショット
初期装備射程の短いショットを連射する。敵機に密着する程近づくことができれば威力は高い。
ウィング
自機の左右にパーツが合体し、攻撃力がアップする。最大3段階。ただし、1段階目はウィングの分だけ自機が当たり判定とともに横方向に大きくなるため、被弾しやすくなる。2段階目と3段階目のウィングは、被弾してもミスにはならないがウイングが消滅する（被弾したのが片側でも、両側同時に無くなる）。シールドを装備するとウィングを含めた自機全体が対象になるので、当たり判定が大きくなる。
ボム
自機の正面に爆風を起こす。威力は高いが射程がショットより短く連射が効かない。自機の直前は死角となる。
レーザー
ボタンを押している間、前方にレーザーが伸びてゆく。威力に劣るが、射程が長い。ザコを貫通するが、効かない敵もいる。
ホーミングミサイル
誘導ミサイルを発射する。敵がいないときは16方向へ直線にまとめて発射する。威力は低く連射も効かないため、他のショット以上に苦戦を強いられる局面もあるが、使いやすさは本作一。
ショット、ボム、レーザー、ホーミングミサイルは互いに排他であり、重複して装備することはできない。

### 隠しフィーチャー
- ショット、ボム、レーザー、ホーミングミサイル各々の武器を背景グラフィックに撃ち込む事により、ショットの種類ごとに異なる隠れキャラクターが出現する（ショットの場合は装備していると出現）。
- ショットを使用し続けると出現するヘルパーは、画面内をランダムに移動しながらショットを撃ち続けるが、2P側で操作できるという特徴的な要素があり、これを利用して2人同時プレイをすると極端に難度が下がる。
- 最初の1機でゲーム開始から敵や地上物を一切撃たずに進んでミスすると、再スタート時にホーミングミサイルとウィング3段階のパワーアップが得られ、さらに進んだエリアに応じてボーナス点が入り、先のエリアからスタートできる。エリア5以下は1000点（エリア1から再開）、エリア6は15万点ボーナスとエリア29から再開、エリア7～11は18万点ボーナスとエリア32から再開、エリア12以降は24万点ボーナスとエリア32から再開する。
- スタート時（やられた後を含む）レバー右上に入れ、ショットボタンとパワーアップボタンを押しっぱなしにすると、アイテムを1つ取った状態で始められる。アイテムを取っていない状態でやられても、スタート後すぐにスピードアップを取ることが出来る。

## 移植版
| No. | タイトル                                        | 発売日                                                 | 対応機種                                                    | 開発元                   | 発売元                                   | メディア                                | 型式    | 売上本数・備考                                                                   |
| --- | ----------------------------------------------- | ------------------------------------------------------ | ----------------------------------------------------------- | ------------------------ | ---------------------------------------- | --------------------------------------- | ------- | -------------------------------------------------------------------------------- |
| 1   | A.L.C.O.N. Slap Fight                           | 1987年                                                 | Amstrad CPC Atari ST コモドール64 Thomson TO ZX Spectrum    | Probe Software           | Imagine Software                         | フロッピーディスク                      | -       |                                                                                  |
| 2   | スラップファイトMD                              | 1993年6月11日                                          | メガドライブ                                                | エムエヌエムソフトウェア | テンゲン                                 | 8メガビットロムカセット                 | T-48093 |                                                                                  |
| 3   | タイトーノスタルジア2                           | 2006年3月31日                                          | Let's!TVプレイCLASSIC                                       | バンダイ                 | バンダイ                                 | プリインストール                        | -       | アーケード版の移植。                                                             |
| 4   | スラップファイトMD                              | 2019年9月19日 ※ 東アジア圏でも同日現地バージョンが発売 | メガドライブ ミニ                                           | エムツー ※ 移植担当      | セガゲームス ※ 本体自体の発売会社        | プリインストール                        | -       | メガドライブ版の移植。 本体にあらかじめインストールされた42作品の1つとして収録。 |
| 5   | イーグレットツー ミニ アーケードメモリーズVol.1 | 2022年12月22日                                         | イーグレットツー ミニ                                       | 瑞起 ※本体の開発元       | タイトー                                 | SDカード                                | -       | アーケード版の移植 追加SDカードに入っている10作品の1つとして収録。               |
| 6   | Slap Fight                                      | INT 2023年8月24日                                      | Windows                                                     | Bitwave Games            | Bitwave Games                            | ダウンロード （Steam、GOG.com）         | 2022980 | アーケード版の移植                                                               |
| 7   | Amusement Arcade TOAPLAN                        | INT 2024年11月16日                                     | iOS Android                                                 | TATSUJIN                 | TATSUJIN                                 | ダウンロード （App Store、Google Play） | -       | アーケード版の移植 東亜プラン制作のゲーム25本をカップリング。                    |
| 8   | 東亜プラン アーケードコレクション VOL 2         | INT 2025年8月28日                                      | Nintendo Switch PlayStation 4 PlayStation 5 Xbox Series X/S | Bitwave Games            | シティコネクション INT Clear River Games | ダウンロード                            | -       | アーケード版の移植                                                               |

メガドライブ版
前述のとおりタイトルを『スラップファイトMD』としてテンゲン社より発売された。このタイトルはステージ構成やサウンドを一新して一部システムを改良した、ほぼ新作とも言えるアレンジモード「スラップファイトMD」をアピールするためのものだが、アーケード版を画面レイアウトやネームエントリー以外の隠しフィーチャーを含め、ほぼ完全移植した「オリジナル」モードも同時収録している。発売元がテンゲンになったことにより、同梱のマニュアルの内容はいわゆる「テンゲンマニュアル」として構成された。
移植制作はエムエヌエムソフトウェア（現、マインドウェア）が行い、サウンドは古代祐三が担当した。またアーケード版の移植のオリジナル版では、原作準拠のPSG版と新規製作のFM音源によるアレンジ版の2種類のBGMが収録されパワーアップ時にボイスの発声が追加された（ボイス無しも選択可）。ただしネームエントリーの曲だけは未収録だった。
- 共通の変更点
  - シールドの時間制限がなくなった（裏技でアーケードの仕様に変更可能）。
  - パワーアップゲージがスコアと共に画面右に表示、☆アイテムを取ると上から下へゲージが移動する。
  - パワーアップするとき、その装備の名称を合成音声で発声する。「ゲージが移動したところで音声が出る」設定に変更可能。

- スラップファイトMD固有の変更点
  - ゲーム開始時に、ウィングを1つ装備している。
  - ウィングを1つ切り離して敵弾を吹き飛ばす『タイフーンボンバー』の導入。
  - ショットの射程がパワーアップごとに長くなる。

Let's!TVプレイCLASSIC版
『Let's!TVプレイCLASSIC』シリーズの『タイトーノスタルジア2』には『奇々怪界』（1986年）と本作が収録された。これにはアレンジバージョンとして『タイガーヘリ』（1985年）の機体でプレイできる『スラップファイトタイガー』も収録されている（『タイガーヘリ』にあった小型ヘリや強力な爆弾も入っている）。
メガドライブ ミニ版
セガゲームス自らがリリースするメガドライブ復刻ゲーム機に、東亜プラン社の別作『スノーブラザーズ』と共にメガドライブ版が収録された。なお、この収録版ではオリジナルメーカーが「テンゲン」と紹介されているが、東亜プランの知的財産権（IP）は現在「株式会社TATSUJIN」が運用しており、この会社からのライセンスを得て収録されている（詳細については「東亜プラン」の項を参照）。
イーグレットツー ミニ版
タイトーより発売のイーグレットツー ミニ アーケードメモリーズVol.1に収録。

## スタッフ
メガドライブ版
- ゲーム・デザイン：上村建也、清水順
- グラフィック・デザイン：わだこうじ、館向博樹
- サウンド・コンポーズ：古代祐三、市川幹人
- プログラム：清水順
- サウンド・プログラム：丸山武志
- スーパーバイザー：市川幹人
- プロデュース：上村建也

## 評価
アーケード版
1991年に刊行されたゲーメストムック『ザ・ベストゲーム』内の「ビデオゲームフルリスト」の紹介文では、「グラディウスを意識して作られた東亜シューティングだが完成度が高い」と評されている。
メガドライブ版
- ゲーム誌『ファミコン通信』の「クロスレビュー」では7・7・6・6の合計26点（満40点）となっている。
- ゲーム誌『メガドライブFAN』の読者投票による「ゲーム通信簿」での評価は以下の通りとなっており、19.8点（満30点）となっている。

| 項目 | キャラクタ | 音楽 | お買得度 | 操作性 | 熱中度 | オリジナリティ | 総合 |
| 得点 | 3.1        | 3.4  | 3.1      | 3.5    | 3.8    | 3.0            | 19.8 |
- ゲーム本『メガドライブ大全』（2004年、太田出版）では、「本作は敵の攻撃も厳しくはなく、自機は非常に強いので、『東亜入門』にはベストチョイスだ」、「家庭用だけのスペシャルモードも加わり、BGMにあの古代祐三を迎え、お買い得感の高い逸品」と評している。